# Павличек, Антонин
Антонин Павличек (чеш. Antonín Pavlíček; 1 ноября 1838, Двур-Кралове-над-Лабем, Австрийская империя — 2 мая 1909, Прага, Австро-Венгрия) — австро-венгерский чешский юрист и правовед.
Окончил гимназию в Градце-Кралове, затем изучал право в Праге, где в 1864 году получил степень доктора права. После окончания обучения работал в адвокатских конторах в Праге и Карлине, с 1871 года имел собственную практику. В 1875 году был назначен судебным комиссаром при адвокатских экзаменационных комиссиях, с 1878 года входил в комиссию, предоставляющую право заниматься практикой, а в 1882 году был назначен министерством просвещения судебным комиссаром в юридические комиссии. С 1883 года был также старостой в Карлине.
Главные работы: «Předmèt condictionum sine causa die práva římského, rakouského a die osnov a zakonů moderních» (1871), «Žaloby z obohacení vedle rak. práva občanského» (1873), «Zur Lehre von den Klagen aus ungerechtfertiger Bereicherung nach oesterreichischem Civilrechte» (1878), «Směnka a chek v evropském zákonodárství» (1884), «Právo listů zástavních» (1893), «Der Chek. Eine vergleichende Studie» (1898), «Chek ve vĕdĕ a v zákonodárství» (1902). Кроме того, написал ряд статей по юридической тематике для «Научной энциклопедии Отто» и сотрудничал в разных юридических журналах, в том числе «Juristische Blätter», «Právnik», «Athenaeum». Как учёный-правовед специализировался преимущественно на римском и чешском праве.